# Annalen
Met annalen wordt een vorm van geschiedschrijving bedoeld waarbij gebeurtenissen summier en op strikt chronologische wijze jaar voor jaar worden beschreven. Het begrip annalen is afgeleid van het Latijnse annus (een jaar) zoals gebruikt in de betekenis van libri annales (jaarboeken).

## Oorsprong van het begrip
Door de pontifex maximus, de Romeinse opperpriester, werden elk jaar de belangrijkste gebeurtenissen van dag tot dag opgeschreven op wit gemaakte houten borden (album). Het ging hierbij om lijsten van magistraten, wondertekenen zoals zons- en maansverduisteringen, tempelwijdingen, rampen zoals schaarste aan graan, oorlogen en overwinningen. Vanaf ongeveer 120 v.Chr. werden deze borden vervangen door de annales maximi ('Grote Jaarboeken') of annales pontificum maximorum ('Jaarboeken van de Opperpriester'), met korte tekst en strikt chronologisch opgebouwd.

## Romeinse annalisten
De annales maximi hebben op hun beurt weer invloed gehad op schrijfstijl en inhoud van werken van Romeinse historici zoals Lucius Calpurnius Piso Frugi (consul in 133 v.Chr.)
Hij wordt daarom tot de zogenaamde oudere annalisten gerekend. Die groep werd ook beïnvloed door de Origines (Stichtingsgeschiedenissen van Rome en andere Italiaanse steden) van Marcus Porcius Cato, die de annalistische werkwijze echter verwierp. Een volgende generatie historici, waaronder Quintus Claudius Quadrigarius en Valerius Antias wordt gerekend tot de jongere annalisten (rond 80 v.Chr.). Hun stijl was uitvoeriger. De annalisten op hun beurt hebben weer invloed uitgeoefend op latere historici zoals Livius en Tacitus. Zij hebben de annalisten uiteindelijk geheel verdrongen. Het laatste werk van Tacitus, Ab excessu divi Augusti (Vanaf de dood van Augustus), wordt vanwege de opbouw gewoonlijk Annales genoemd.

## Europese middeleeuwen
Ook in de middeleeuwen werden gebeurtenissen in de vorm van annalen opgeschreven. Oorspronkelijk werd dit gedaan in kloosters en waren de beschrijvingen beperkt tot gebruik in het klooster zelf, soms aangevuld met vermeldingen van natuurrampen en oorlogen. Vanaf de 8e eeuw werd de inhoud uitgebreider en ontwikkelden de annalen zich tot kronieken en nog later tot een meer samenvattende geschiedschrijving.
Voor de Nederlanden zijn de volgende annalen belangrijke historische bronnen:
- Annales Blandinienses uit de Blandiniumabdij (Sint-Pieters te Gent), belangrijk voor de vroege geschiedenis van Vlaanderen,
- Annales Egmundenses (of Egmundani), jaarboeken uit de Abdij van Egmond, die ook de Annales Xantenses bevatten.
- Annales Rodenses, een geschiedenis in jaarboekvorm van Klosterrath, later Rolduc genoemd, een in 1104 in het huidige Kerkrade gesticht klooster.

## China
In de Chinese historiografie wordt geschiedschrijving in de vorm van annalen biannianti genoemd. Die vorm werd op uitgebreide schaal toegepast. De vroegste voorbeelden zijn de Bamboe-annalen en de Lente- en herfstannalen, de laatste traditioneel toegeschreven aan Confucius. In beide werken zijn de gebeurtenissen uiterst summier en in strikt chronologische volgorde beschreven. Sima Qian brak echter met deze traditie. Weliswaar begon hij zijn Shiji met keizerlijke annalen waarbij in strikt annalistische vorm de officiële regeringsdaden van de keizer werden beschreven, maar hij combineerde dit met andere vormen van geschiedschrijving (zoals liezhuan, exemplarische overleveringen). Deze combinatie werd jizhuanti genoemd en werd in navolging van de Shiji bij elke volgende officiële dynastieke geschiedenis gebruikt.
De annalistische geschiedschrijving kreeg weer een prominente plaats binnen de Chinese historiografie toen Sima Guang (1019-1086) tussen 1066 en 1084 zijn Zizhi tongjian, de Doorlopende spiegel tot hulp bij het bestuur samenstelde. Het werk vormde een op annalistische wijze samengestelde algemene geschiedenis van China voor de periode 403 v.Chr.-959 na Chr. Annalen bleven aldus tot in de 20e eeuw een prominente rol in de Chinese historiografie spelen.

## Islamitische historiografie
Ook in de Islamitische historiografie werd geschiedschrijving in de vorm van annalen op uitgebreide schaal toegepast. Het meest bekend is het werk van Muhammad ibn Jarir al-Tabari (838-923), De geschiedenis van de profeten en de koningen (Arabisch: تاريخ الرسل والملوك, Tarikh al-Rusul wa al-Muluk), een zeer uitgebreide en gedetailleerde annalistische geschiedenis lopende van de Schepping tot het jaar 915 (na Chr.).

## Moderne tijd
Vanaf de 19e eeuw komt de annalistische methode opnieuw in gebruik, nu voornamelijk in de vorm van jaaroverzichten in naslagwerken of van jaarboeken als aanvullingen op encyclopedieën.

Ook bibliotheken, archieven, musea e.d. geven jaarboeken uit, waarin de aanwinsten van het afgelopen jaar worden beschreven. Het zijn dus eigenlijk aanvullingen op de laatste editie van hun catalogus.
Ook komt het jaarboek als titel terug voor bij tijdschriften die eens per jaar verschijnen, zoals bijvoorbeeld het Jaarboek voor Ecologische Geschiedenis.